# Liste des épisodes de Kim Possible
Kim Possible est une série télévisée américaine, créée par Mark McCorkle et Bob Schooley. La série dure pendant cinq ans et quatre-vingt-sept épisodes. Deux téléfilms complètent la série ; diffusés totalement dans un premier temps, ils seront ensuite découpés en trois parties pour la diffusion comme épisode à part entière.

## Panorama des saisons
| Saison | Saison  | Épisodes | États-Unis        | États-Unis       | France            | France        |
| Saison | Saison  | Épisodes | Début de saison   | Fin de saison    | Début de saison   | Fin de saison |
| ------ | ------- | -------- | ----------------- | ---------------- | ----------------- | ------------- |
|        | 1       | 21       | 7 juin 2002       | 16 mai 2003      | 18 septembre 2002 |               |
|        | 2       | 30       | 18 juillet 2003   | 5 août 2004      |                   |               |
|        | 3       | 14       | 25 septembre 2004 | 10 juin 2006     |                   |               |
|        | Spécial | Spécial  | 26 août 2006      | 26 août 2006     |                   |               |
|        | 4       | 22       | 10 février 2007   | 7 septembre 2007 |                   |               |

## Liste des épisodes

### Saison 1 (2002-2003)
| №  | #  | Titre français                     | Titre original             | Première diffusion | Première diffusion | Code de prod. |
| -- | -- | ---------------------------------- | -------------------------- | ------------------ | ------------------ | ------------- |
| 1  | 1  | Coup de cœur                       | Crush                      | 18 septembre 2002  | 7 juin 2002        | 113           |
| 2  | 2  | Baignade interdite                 | Sink or Swim               |                    | 7 juin 2002        | 111           |
| 3  | 3  | Le nouveau Robin                   | The New Ron                |                    | 7 juin 2002        | 105           |
| 4  | 4  | Jour de retenue                    | Tick-Tick-Tick             |                    | 14 juin 2002       | 101           |
| 5  | 5  | Le monstre des neiges              | Downhill                   |                    | 21 juin 2002       | 116           |
| 6  | 6  | Mission Kim Possible               | Bueno Nacho                |                    | 28 juin 2002       | 102           |
| 7  | 7  | Un agent au top niveau             | Number One                 |                    | 12 juillet 2002    | 112           |
| 8  | 8  | Manipulation                       | Mind Games                 |                    | 19 juillet 2002    | 106           |
| 9  | 9  | L'attaque des robots               | Attack of the Killer Bebes |                    | 2 août 2002        | 104           |
| 10 | 10 | La prophétie des Rodeghan          | Royal Pain                 |                    | 16 août 2002       | 107           |
| 11 | 11 | La danse hypnotique                | Coach Possible             |                    | 23 août 2002       | 117           |
| 12 | 12 | Catch à quatre                     | Pain King vs. Cleopatra    |                    | 6 septembre 2002   | 118           |
| 13 | 13 | Gare aux gorilles                  | Monkey Fist Strikes        |                    | 13 septembre 2002  | 103           |
| 14 | 14 | Le projet Centurion                | October 31st               |                    | 11 octobre 2002    | 121           |
| 15 | 15 | Extrêmes limites                   | All the News               |                    | 1er novembre 2002  | 110           |
| 16 | 16 | Victimes de la mode                | Kimitation Nation          |                    | 15 novembre 2002   | 119           |
| 17 | 17 | Le tandem des terreurs             | The Twin Factor            |                    | 27 décembre 2002   | 108           |
| 18 | 18 | Opération congélation              | Animal Attraction          |                    | 10 janvier 2003    | 109           |
| 19 | 19 | Le gorille dans l'espace           | Monkey Ninjas in Space     |                    | 7 mars 2003        | 114           |
| 20 | 20 | Le volumisateur moléculomusculaire | Ron the Man                |                    | 25 avril 2003      | 120           |
| 21 | 21 | Grand méchant au rabais            | Low Budget                 |                    | 16 mai 2003        | 115           |

### Saison 2 (2003-2004)
| №  | #   | Titre français                         | Titre original                       | Première diffusion | Première diffusion | Code de prod. |
| -- | --- | -------------------------------------- | ------------------------------------ | ------------------ | ------------------ | ------------- |
| 22 | 1   | Le tournoi des génies                  | Naked Genius                         |                    | 18 juillet 2003    | 206           |
| 23 | 2   | Règlement de comptes                   | Grudge Match                         |                    | 25 juillet 2003    | 203           |
| 24 | 3   | Deux profs d'élite                     | Two to Tutor                         |                    | 1er août 2003      | 205           |
| 25 | 4   | La Robin attitude                      | The Ron Factor                       |                    | 8 août 2003        | 201           |
| 26 | 5   | Examen de conduite                     | Car Trouble                          |                    | 15 août 2003       | 213           |
| 27 | 6a  | Concours canin                         | Rufus in Show                        |                    | 22 août 2003       | 207a          |
| 27 | 6b  | Une nounou pour Rufus                  | Adventures in Rufus-Sitting          |                    | 22 août 2003       | 207b          |
| 28 | 7   | Avis de tempête                        | Job Unfair                           |                    | 29 août 2003       | 210           |
| 29 | 8   | C'est de famille                       | The Golden Years                     |                    | 5 septembre 2003   | 211           |
| 30 | 9   | Le chevalier fantôme                   | Virtu-Ron                            |                    | 12 septembre 2003  | 204           |
| 31 | 10  | Le vaillant furet                      | The Fearless Ferret                  |                    | 3 octobre 2003     | 209           |
| 32 | 11  | L'épée du lotus                        | Exchange                             |                    | 7 novembre 2003    | 225           |
| 33 | 12a | Des engins très spéciaux               | Rufus vs. Commodore Puddles          |                    | 14 novembre 2003   | 217a          |
| 33 | 12b | Avis de blizzard                       | Day of the Snowmen                   |                    | 14 novembre 2003   | 217b          |
| 34 | 13  | La Clé du temps : Présent (1re partie) | A Sitch in Time: Present (Part One)  |                    | 28 novembre 2003   | 218           |
| 35 | 14  | La Clé du temps : Passé (2e partie)    | A Sitch in Time: Past (Part Two)     |                    | 28 novembre 2003   | 219           |
| 36 | 15  | La Clé du temps : Futur (3e partie)    | A Sitch in Time: Future (Part Three) |                    | 28 novembre 2003   | 220           |
| 37 | 16  | Noël au Pôle Nord                      | A Very Possible Christmas            |                    | 5 décembre 2003    | 215           |
| 38 | 17  | Une journée très chargée               | Queen Bebe                           |                    | 19 décembre 2003   | 212           |
| 39 | 18  | Talents cachés                         | Hidden Talent                        |                    | 2 janvier 2004     | 221           |
| 40 | 19  | La revanche du mutant                  | Return to Camp Wannaweep             |                    | 16 janvier 2004    | 222           |
| 41 | 20  | Tchigo et compagnie                    | Go Team Go                           |                    | 30 janvier 2004    | 214           |
| 42 | 21  | Grosse singerie                        | The Full Monkey                      |                    | 13 février 2004    | 224           |
| 43 | 22  | Inkimidation                           | Blush                                |                    | 20 février 2004    | 223           |
| 44 | 23  | Secret défense                         | Partners                             |                    | 12 mars 2004       | 202           |
| 45 | 24  | La rançon de la gloire                 | Oh Boyz                              |                    | 2 avril 2004       | 226           |
| 46 | 25a | Atchoum !                              | Sick Day                             |                    | 23 avril 2004      | 231a          |
| 46 | 25b | Le rayon vérité                        | The Truth Hurts                      |                    | 23 avril 2004      | 231b          |
| 47 | 26  | Fête des mères                         | Mother's Day                         |                    | 7 mai 2004         | 216           |
| 48 | 27  | Drôles de collègues                    | Motor Ed                             |                    | 21 mai 2004        | 208           |
| 49 | 28  | La folie de Robin                      | Ron Millionaire                      |                    | 4 juin 2004        | 228           |
| 50 | 29  | L'énigme du triple S                   | Triple S                             |                    | 26 juillet 2004    | 227           |
| 51 | 30  | Les surprises du passé                 | Rewriting History                    |                    | 5 août 2004        | 230           |

### Saison 3 (2004-2006)
| №  | #   | Titre français               | Titre original               | Première diffusion | Première diffusion | Code de prod. |
| -- | --- | ---------------------------- | ---------------------------- | ------------------ | ------------------ | ------------- |
| 52 | 1   | Folie mécanique              | Steal Wheels                 |                    | 25 septembre 2004  | 301           |
| 53 | 2   | Humeur changeante            | Emotion Sickness             |                    | 15 octobre 2004    | 302           |
| 54 | 3   | Rapprochement                | Bonding                      |                    | 22 octobre 2004    | 303           |
| 55 | 4   | Robin, le mauvais garçon     | Bad Boy                      |                    | 14 janvier 2005    | 304           |
| 56 | 5   | Fan de Kim                   | Showdown at the Crooked D    |                    | 25 mars 2005       | 229           |
| 57 | 6   | Séries illimitées            | Dimension Twist              |                    | 1er avril 2005     | 308           |
| 58 | 7   | Mission Cupidon (1re partie) | So the Drama                 |                    | 8 avril 2005       | 305           |
| 59 | 8   | Mission Cupidon (2e partie)  | So the Drama                 |                    | 8 avril 2005       | 306           |
| 60 | 9   | Mission Cupidon (3e partie)  | So the Drama                 |                    | 8 avril 2005       | 307           |
| 61 | 10a | Pénalité                     | Overdue                      |                    | 15 avril 2005      | 309a          |
| 61 | 10b | Cafou le cafard              | Roachie                      |                    | 15 avril 2005      | 309b          |
| 62 | 11  | Duel musical                 | Rappin' Drakken              |                    | 25 juin 2005       | 311           |
| 63 | 12  | Drôles de collègues          | Team Impossible              |                    | 26 août 2005       | 313           |
| 64 | 13  | Le coup du gorille           | Gorilla Fist                 |                    | 18 novembre 2005   | 312           |
| 65 | 14  | Super production             | And the Mole Rat Will Be CGI |                    | 10 juin 2006       | 310           |

### Spécial (2005)
| Titre français          | Titre original | Première diffusion | Première diffusion | Code de prod.                  |
| ----------------------- | -------------- | ------------------ | ------------------ | ------------------------------ |
| Expérience 607 : Launch | Rufus          |                    | 26 août 2005       | 208 (Lilo et Stitch, la série) |

### Saison 4 (2007)
| №  | #   | Titre français                            | Titre original               | Première diffusion | Première diffusion | Code de prod. |
| -- | --- | ----------------------------------------- | ---------------------------- | ------------------ | ------------------ | ------------- |
| 66 | 1   | La combie de combat                       | Ill Suited                   |                    | 10 février 2007    | 401           |
| 67 | 2   | Junior se lance                           | The Big Job                  |                    | 10 février 2007    | 404           |
| 68 | 3   | Vols troublants                           | Trading faces                |                    | 10 février 2007    | 403           |
| 69 | 4   | L'Effet Cupidon                           | The Cupid Effect             |                    | 10 février 2007    | 409           |
| 70 | 5   | Ma première voiture                       | Car Alarm                    |                    | 17 février 2007    | 402           |
| 71 | 6   | Les Chiens Enragés et les Extraterrestres | Mad Dogs and Aliens          |                    | 24 février 2007    | 405           |
| 72 | 7   | Cours de diététique                       | Grande Size Me               |                    | 3 mars 2007        | 407           |
| 73 | 8   | Nouveau look                              | Clothes Minded               |                    | 17 mars 2007       | 408           |
| 74 | 9   | Grand frère                               | Big Brother                  |                    | 7 avril 2007       | 410           |
| 75 | 10  | Les fashionistas                          | Fashion Victim               |                    | 14 avril 2007      | 406           |
| 76 | 11  | L'atmosfreezer                            | Odds Man In                  |                    | 28 avril 2007      | 411           |
| 77 | 12  | L'inverseur de tempérament                | Stop Team Go                 |                    | 5 mai 2007         | 413           |
| 78 | 13  | Drakken le pirate                         | Cap'n Drakken                |                    | 19 mai 2007        | 415           |
| 79 | 14  | Un drôle de numéro                        | Mathter and Fervent          |                    | 17 juin 2007       | 412           |
| 80 | 15  | Artie le rebelle                          | The Mentor of Our Discontent |                    | 23 juin 2007       | 416           |
| 81 | 16  | Non au Yono                               | Oh No! Yono!                 |                    | 1er juillet 2007   | 417           |
| 82 | 17  | Amnésie totale                            | Clean Slate                  |                    | 28 juillet 2007    | 418           |
| 83 | 18  | La reine des tricheuses                   | Homecoming Upset             |                    | 11 août 2007       | 419           |
| 84 | 19a | Rufus a disparu                           | Chasing Rufus                |                    | 12 août 2007       | 414a          |
| 84 | 19b | Le gang des bébés                         | Nursery Crimes               |                    | 12 août 2007       | 414b          |
| 85 | 20  | L'anniversaire de Larry                   | Larry's Birthday             |                    | 1er septembre 2007 | 420           |
| 86 | 21  | Le grand jour (1re partie)                | Graduation                   |                    | 7 septembre 2007   | 421           |
| 87 | 22  | Le grand jour (2e partie)                 | Graduation                   |                    | 7 septembre 2007   | 422           |